# Johan Wijkström
Johan Wijkström, född 17 april 1761 i Luleå socken, död 28 juli 1842 i Övertorneå socken, var en svensk präst.

## Biografi
Wijkström, vars far var korpral och nämndeman, inskrevs vid Härnösands gymnasium 1778 och vid Uppsala universitet 1782. Han prästvigdes 1787 och blev då pastorsadjunkt i Överkalix församling men 1791 nådårspredikant i Nedertorneå församling, vilket ledde till en komministratur 1792. Han avlade pastoralexamen 1809 och utnämndes 1812 till kyrkoherde i den mindre Övertorneå församling, som var resultatet av 1808–1809 års krig. Kyrkoherdesysslan hade efter Olof Sandbergs död 1805 skötts av Salomon Antman som vikarie. Efter att Wijkström tillträtt utnämndes han 1813 till kontraktsprost i Västerbottens fjärde kontrakt. Wijkström var ledamot av bibelsällskapen i Stockholm och Härnösand samt av bibelsällskapet i Uleåborg. 
Wijkström var gift första gången med Brita Catharina Hamrén, vilken var dotter till prosten Olof Hamrén i Lövånger, och andra gången med Agatha Montin, vars far var kaplan i Kemi. Av barnen, alla födda i första giftet, märks Pehr Olof Wikström, som blev både jurist och kyrkoherde i Finska församlingen i Stockholm, och dottern Christina Catharina Wijkström som gifte sig med kyrkoherden Ingemar Lindstedt i Jukkasjärvi. Sonen Carl Gustaf Wijkström blev komminister i Hietaniemi men skildes från prästämbetet.